# Икбал, Надеем
Надеем Икбал (англ. Nadeem Iqbal; род. 3 апреля 1983 года, окр. Раджоури, Джамму и Кашмир) — индийский лыжник, участник Олимпийских игр в Сочи. 
В Кубке мира Икбал никогда не выступал, был заявлен в спринтерской гонке на одном из этапов, но не вышел на старт. 
На Олимпийских играх 2014 года в Сочи занял 85-е место в гонке на 15 км классическим стилем.
За свою карьеру принимал участие в одном чемпионате мира, на чемпионате 2013 года занял 145-е место в гонке на 15 км свободным ходом.